# Ruthenische Sprache
Die ruthenische Sprache (ruthenisch руский ѧзыкъ ruskij jasyk oder руска(ѧ) мова ruska(ja) mowa) war eine ostslawische Sprache, die vom 14. bis ins 18. Jahrhundert im Großfürstentum Litauen bzw. in Polen-Litauen verwendet wurde. Sie ist ein Vorläufer der belarussischen und der ukrainischen Sprache von heute.

## Bezeichnungen
Der deutsche Name dieser ostslawischen Sprache ist von der Bezeichnung „Ruthenien“ abgeleitet, die neben „Russland“ und „Reußen“ eine Namensvariante für die Rus war. Die ruthenische Sprache (ruthenisch: руский ѧзыкъ, auch руски езыкъ, руська мова, d. h. wörtlich ‚russische (reußische) Sprache‘ im weiteren Sinne, also ‚Sprache der Rus‘, sinngemäß ‚ostslawische Sprache‘, oder проста мова, d. h. wörtlich ‚einfache Sprache‘ oder ‚Umgangssprache‘) entstand aus dem Altostslawischen und ist der Vorläufer des heutigen Ukrainischen, Belarussischen und Russinischen. Daher wird sie häufig (vor allem von den jeweiligen ostslawischen Völkern) als „Altbelarussisch“ (belarussisch старабеларуская мова) oder „Altukrainisch“ (ukrainisch староукраїнська мова), in der russischen Forschung vor allem als „Westrussisch“ (russisch западнорусский язык) bezeichnet. Der Linguist Christian Schweigaard Stang verwendete die Bezeichnung „westrussische Kanzleisprache“.
Die historischen Sprecher dieser Sprache nannten sie selbst oft prostaja mowa (wörtlich „einfache Sprache“, in Abgrenzung vom Kirchenslawischen) oder ruskaja mowa, was in lateinischen Texten mit lingua ruthenica wiedergegeben wurde.

## Geschichte
Die Geschichte des Ruthenischen beginnt im 14. Jahrhundert, als der westliche Teil des ostslawischen Sprachgebiets an das Großfürstentum Litauen fiel, das ab 1386 in Personalunion mit dem Königreich Polen von den Jagiellonen regiert wurde. Schriftsprache im Großfürstentum Litauen war nicht das Litauische (dessen erste Sprachdenkmäler stammen aus dem 16. Jahrhundert), sondern eine slawische Sprache, die Merkmale aufwies, welche für das heutige Belarussische und Ukrainische charakteristisch sind. Neben Urkunden und Rechtstexten entstanden auch religiöse Schriften, so u. a. in einer stark kirchenslawisch beeinflussten Variante die Bibelübersetzung des Franzischak Skaryna (erschienen in Prag 1517–1519) oder das stärker volkssprachlich geprägte Evangeliar von Peressopnyzja (1556–1561). Vor allem aber war Ruthenisch die Sprache der reichhaltigen konfessionellen Polemik (des literarischen Schlagabtauschs zwischen Orthodoxen, Unierten, Katholiken und Protestanten) in der zweiten Hälfte des 16. und der ersten Hälfte des 17. Jahrhunderts.
Die Prostaja mowa wurde in kyrillischer Schrift geschrieben, ab dem Ende des 16. Jahrhunderts war seltener auch die Lateinschrift im Gebrauch. Ferner verfassten die in Belarus ansässigen Tataren bis ins 19. Jahrhundert slawische Texte in arabischer Schrift (Belarussisches arabisches Alphabet).
Ab dem Ende des 17. Jahrhunderts wurde in der Republik Polen-Litauen das Ruthenische als offizielle Hofsprache vom Polnischen verdrängt. Die lokalen Oberschichten verwendeten anfangs die ruthenische Sprache, es kam jedoch zu einer Polonisierung der Sprache und der Kultur in diesen Oberschichten. Die ruthenische Sprache wurde lediglich von der weniger gebildeten ländlichen Bevölkerung erhalten. Das Ruthenische wurde aber noch bis in die zweite Hälfte des 18. Jahrhunderts in einigen Dokumenten benutzt.
In Österreich-Ungarn war es noch bis zu dessen Zerfall üblich, die ostslawischen Untertanen der Monarchie, vornehmlich Ukrainer, als „Ruthenen“ und ihre Sprache als „Ruthenisch“ zu bezeichnen.